# Port Heiden
Port Heiden is een plaats (city) in de Amerikaanse staat Alaska, en valt bestuurlijk gezien onder Lake and Peninsula Borough.

## Demografie
Bij de volkstelling in 2000 werd het aantal inwoners vastgesteld op 119.
In 2006 is het aantal inwoners door het United States Census Bureau geschat op 100, een daling van 19 (-16.0%).

## Geografie
Volgens het United States Census Bureau beslaat de plaats een oppervlakte van
133,0 km², waarvan 131,3 km² land en 1,7 km² water.

## Plaatsen in de nabije omgeving
De onderstaande figuur toont nabijgelegen plaatsen in een straal van 96 km rond Port Heiden.